# Stazione di Kandai-mae
La stazione di Kandai-mae (関大前駅?, Kandai-mae-eki) è una stazione ferroviaria delle Ferrovie Hankyū situata a Suita, città della prefettura di Ōsaka in Giappone. Serve la linea Hankyū Senri.

## Linee
Ferrovie Hankyū
■ Linea Hankyū Senri

## Struttura
La stazione è realizzata in superficie e dispone di due marciapiedi laterali con due binari passanti.
| Ovest | ■ Linea Hankyū Senri | per Yamada e Kita-Senri                                                                 |
| Est   | ■ Linea Hankyū Senri | per Awaji, Tenjinbashisuji Rokuchōme e, via linea Sakaisuji, Dōbutsuen-mae e Tengachaya |

## Stazioni adiacenti
| «                  | Servizio           | »                  |
| Linea Hankyū Senri | Linea Hankyū Senri | Linea Hankyū Senri |
| ------------------ | ------------------ | ------------------ |
| Toyotsu            | Locale             | Senriyama          |